# Андырын
Андырын (тур. Andırın) — город и район в провинции Кахраманмараш (Турция).

## История
Прежнее название Бардзберд (или Партцперт). Поселение являлось крепостью Киликийского армянского царства. В 1297 году Смбат узурпировавший власть в стране, заточил в крепость своих братьев короля Хетума II  и  Торос.
Населённый пункт Андырын получил статус города в 1925 году.